# Burgundischer Vertrag

Wappen Karls V.

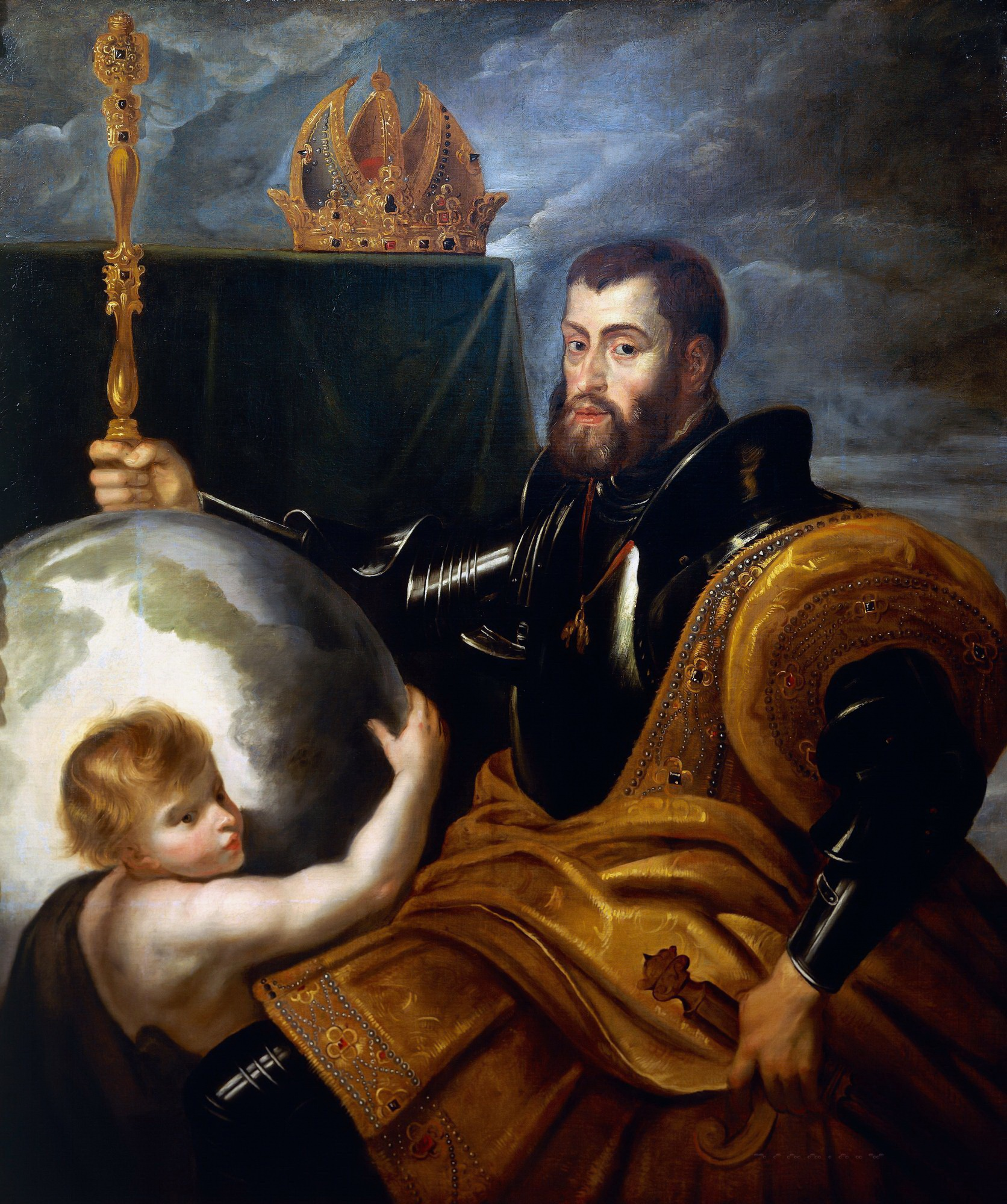
„Allegorie auf Kaiser Karl V.“ (Gemälde von Peter Paul Rubens)

Der Burgundische Vertrag oder Vertrag von Augsburg wurde am 26. Juni 1548 ratifiziert. Er regelte die staatsrechtliche Stellung der Habsburgischen Niederlande, der so genannten Siebzehn Provinzen, im Gefüge des Heiligen Römischen Reichs neu.

## Geschichte
Größtenteils ein Werk des kaiserlichen Rates Viglius van Aytta, war der Vertrag von Augsburg ein Übereinkommen zwischen Kaiser Karl V. und den Reichsständen (in Person ihrer Abgesandten auf dem geharnischten Reichstag). Die Regelung war ein erster Schritt zur Bildung eines niederländischen Territorialstaates, die der Kaiser als Nachfolger seiner burgundischen Vorfahren anstrebte. Es ging ihm darum, für den spanischen Teil der Habsburgerdynastie durch die weitgehende Herauslösung der Niederlande aus dem Herrschaftssystem des Heiligen Römischen Reiches eine Eigenherrschaft und damit ihre zweiten oder niederen Erblande zu schaffen.
Politisch ermöglicht wurde das Abkommen durch die gefestigte Stellung des Kaisers innerhalb des Reiches nach dem Schmalkaldischen Krieg, aber auch durch die Entwicklung der Niederlande selbst. So gelang es, Artois und Flandern aus der Lehensbindung an den französischen König zu lösen und den Territorien Karls anzugliedern. Gleichzeitig schuf man in Mechelen ein Oberstes Tribunal und eine Rechenkammer, die ausschließlich für die „Niederlande“ zuständig waren.
Der Vertrag löste die direkten Herrschaften Karls V. (Herzogtum Geldern, Grafschaft Zutphen, die Territorien Hochstift Utrecht, Groningen, Herrschaft Overijssel sowie die Grafschaft Drenthe) aus dem Niederrheinisch-Westfälischen Reichskreis heraus; sie wurden dem Burgundischen Reichskreis zugeschlagen. Die somit entstandene neue Einheit der burgundischen Erblande Karls V. wurde der Jurisdiktion des Reichskammergerichts entzogen. Dagegen blieben Verbindungen im außen- und sicherheitspolitischen Bereich: Das Reich verpflichtete sich zum immerwährenden Schutz für die Territorien. Dafür sollte der Burgundische Kreis so viel wie zwei Kurfürsten an Reichsumlagen an die kaiserliche Kasse zahlen und für die Türkenkriege sogar so viel wie drei Kurfürsten.
Damit dieses Herrschaftsgebiet auch fortan einem einzigen Herren unterstellt sein und nicht in seine Bestandteile zerfallen würde, erließ Kaiser Karl V. am 4. November 1549 die Pragmatische Sanktion, in welcher er die einzelnen Territorien zu einer unteilbaren Herrschaft zusammenfügte und damit die Erbfolge für sein burgundisches Erbe regelte.
Die Lehensbeziehungen der einzelnen Gebiete zum Reich blieben formal erhalten, verloren aber immer mehr an Bedeutung. Die Konsequenz war, dass das Gebiet der Habsburgischen Niederlande weitgehend aus dem Reichsverband herausgelöst wurde und somit die bereits im Spätmittelalter begonnene faktische Distanzierung vom Reich auch rechtlich forciert wurde. Der Burgundische Vertrag war also ein wichtiger Schritt auf dem Weg zur Eigenständigkeit der Niederlande.

## Gebiete
Der Vertrag, geschrieben auf Latein, legt in Artikel 15 fest, dass die genannten Gebiete zu einer Einheit werden, die nach Karl V. (sprechend in Pluralis Majestatis) ungeteilt durch Erbfolge an die nächsten Generationen weitergegeben wird:
(Originaltext) Nimirum, nos veros, haereditarios & supremos Dominos dictarum nostrarum provinciarum Patrimonialium Belgicarum, pro Nobis, nostris haeredibus & successoribus, simul dictae nostrae Provinciae Patrimoniales Belgicae, nominatim Ducatus Lotharingiae, Brabantiae, Limburgi, Luxemburgi, Geldriae; Comitatus Flandriae, Artesiae, Burgundiae, Hannoniae, Hollandiae, Selandiae, Namurci, Zutphaniae; Marchionatus S. R. Imperii, Dominia Frisiae, Ultraiecti, Transisalaniae, Groningae, Falcomontis, Dalhemii, Salinis, Mechliniae & Traecti, una cum omnibus eorundem appendicibus & incorporationibus, Principatibus, Praelaturis, Dignitatibus, Comitatibus, Baroniis & Dominiis ad ea pertinentibus Vasallis & appendicibus, futuros in posterum & semper sub protectione, custodia, conservatione & auxilio Imperatorum & Regum Romanorum & S. R. I. eosque fruituros libertatibus ac iuribus eiusdem, & per dictos Imperatores & Reges Romanorum, & status dicti S. R. I. semper, sicut alii Principes, status & membra eiusdem Imperii, defendos, conservandos, fovendos, & fideliter iuvandos.

(Deutsch) Offensichtlich, unsere oben genannten belgischen Patrimonialprovinzen, für uns, unsere Erben und Nachfolger, die wirklichen, erblichen und obersten Herren unserer oben genannten belgischen Patrimonialprovinzen, nämlich die Herzogtümer Lothringen, Brabant, Limburg, Luxemburg und Geldern; die Grafschaften Flandern, Artois, Burgund, Hennegau, Holland, Zeeland, Namur und Zutphen; die Mark des Heiligen Römischen Reiches; die Herrschaften Friesland, Utrecht, Overijssel, Groningen, Valkenburg, Dalhem, Salins, Mechelen und Maastricht, zusammen mit all ihren Anhängen und Einarbeitungen, Fürsten, Prälaturen, Würdenträger, Grafen, Barone und Herren, die bestimmten Vasallen und Anhängen angehören, werden in Zukunft eins sein und immer unter dem Schutz, der Obhut, der Erhaltung und der Hilfe der Kaiser und Könige der Römer und des Heiligen Römischen Reiches stehen, und wird die Freiheiten und Rechte desselben [Reiches] genießen und für immer von den oben genannten Kaisern und Königen der Römer und des Heiligen Römischen Reiches treu verteidigt, erhalten, unterstützt und unterstützt werden, genau wie die anderen Fürsten, Staaten und Mitglieder desselben Reiches.

## Belege
1. ↑  Siehe Volker Press: Die Niederlande und das Reich in der Frühen Neuzeit. In: Wim P. Blockmans, Herman van Nüffel (Hrsg.): Etat et Religion aux XVe et XVIe siècles. Actes du colloque à Bruxelles du 9 au 12 octobre 1984. Brüssel 1986, S. 321–338.
2. ↑  Ludewig Martin Kahlen: Corpus iuris publici, Das ist, Vollständige Sammlung der wichtigsten Grundgesetze des Heiligen Römischen Reichs Deutscher Nation, gesammelt, verbessert, mit Anmerkungen under Parallelen, wie auch einer Vorrede versehen. Schmid Brothers, Göttingen 1744, S. 389 (deutsch, Latein, google.com [abgerufen am 19. Dezember 2019]).
3. ↑  Die Übersetzung der Namen der Gebiete basiert teilweise auf der niederländischen Veröffentlichung Geschiedenis der staatsinstellingen (1922). Johan Rudolph Thorbecke, Robert Jacob Fruin und Herman Theodoor Colenbrander: 2. Verhouding tot het Rijk van de Zeventien Provinciën. In: Geschiedenis der staatsinstellingen in Nederland tot de dood van Willem II. Universiteit Leiden, 1922, abgerufen am 19. Dezember 2019 (niederländisch).